# Asian Sevens Series Femenino 2019
El Asian Sevens Series Femenino de 2019 fue la vigésima temporada del circuito de selecciones nacionales femeninas asiáticas de rugby 7.
El campeón y subcampeón del torneo clasificarán al Challenger Series 2020 a disputarse en la ciudad  de Stellenbosch en Sudáfrica.

## Calendario
| Torneo                         | Estadio                           | Ciudad  | Fecha                          | Campeón |
| ------------------------------ | --------------------------------- | ------- | ------------------------------ | ------- |
| Seven Femenino de Incheon 2019 | Incheon Namdong Asiad Rugby Field | Incheon | 31 de agosto - 1 de septiembre | Japón   |
| Seven Femenino de Huizhou 2019 | Huizhou Olympic Stadium           | Huizhou | 14-15 de septiembre            | Japón   |
| Seven Femenino de Colombo 2019 | Colombo Racecourse Stadium        | Colombo | 28-29 de septiembre            | Japón   |

## Tabla de posiciones
| Pos | País       | KOR | CHN | SRI | Puntos |
| --- | ---------- | --- | --- | --- | ------ |
| 1   | Japón      | 12  | 12  | 12  | 36     |
| 2   | China      | 10  | 10  | 8   | 28     |
| 3   | Kazajistán | 7   | 8   | 7   | 22     |
| 4   | Hong Kong  | 8   | 7   | 4   | 19     |
| 5   | Tailandia  | 4   | 4   | 10  | 18     |
| 6   | Sri Lanka  | 3   | 1   | 2   | 6      |
| 7   | Malasia    | 2   | 3   | 1   | 6      |
| 8   | Singapur   | 1   | 2   | 3   | 6      |

|  | Clasificados al Challenger Series 2020 |
|  | Descenso al Trofeo 2020                |

| Bandera de Japón |
| Campeón Japón    |
| 7º título        |